# Libanon i olympiska sommarspelen 2004
Libanon i olympiska sommarspelen 2004 bestod av 5 idrottare som blivit uttagna av Libanons olympiska kommitté.

## Friidrott
Herrarnas höjdhopp:
- Jean Claude Rabbath
  - Kval: 2.20 m (T-13:a i grupp B, gick inte vidare, T-26:a totalt)

Damernas 200 meter:
- Gretta Taslakian
  - Omgång 1: 24.30 s (6:a i heat 2, gick inte vidare, 40:a totalt) (nationellt rekord)